# Râul Apa Mare, Bega
Râul Apa Mare este un curs de apă, afluent al râului Beregsău. 

## Hărți
- Harta județului Timiș
- Harta interactivă a județului Arad